# 萨穆埃尔·沙伊特
萨穆埃尔·沙伊特（德語：Samuel Scheidt；1587年11月3日—1654年3月24日），德国作曲家，管风琴家。作为斯韦林克的学生，是北德管风琴学派的早期代表之一。其作品对布克斯特胡德，巴赫都有一定影响。